# Cueto
Cueto är en ort i Kuba.   Den ligger i provinsen Provincia de Holguín, i den östra delen av landet, 700 km öster om huvudstaden Havanna. Cueto ligger 60 meter över havet och antalet invånare är 26 527.
Terrängen runt Cueto är platt. Runt Cueto är det ganska tätbefolkat, med 83 invånare per kvadratkilometer. Cueto är det största samhället i trakten. Omgivningarna runt Cueto är en mosaik av jordbruksmark och naturlig växtlighet.